# Holorusius
Holorusius is een kevergeslacht uit de familie van de boktorren (Cerambycidae). De wetenschappelijke naam van het geslacht werd voor het eerst geldig gepubliceerd in 1898 door Fairmaire.

## Soorten
Holorusius omvat de volgende soorten:
- Holorusius crocatus (Pascoe, 1888)
- Holorusius pediacus (Holzschuh, 1995)
- Holorusius perrieri Fairmaire, 1898